# Лотц, Карой
Карой Лотц (венг. Lotz Károly; 16 декабря 1833, Бад-Хомбург — 13 октября 1904, Будапешт) — венгерский художник немецкого происхождения.
Карой Лотц был младшим ребёнком в семье камердинера принца гессен-гомбургского Густава. После смерти отца семья переехала в Пешт, где Карой учился в католической гимназии. Благодаря своим успехам в учёбе, несмотря на своё кальвинистское вероисповедание, получал в гимназии стипендию. Затем Лотц учился в Академии живописи венецианца Якопо Марастони, а впоследствии в Вене у венгерского мастера исторической живописи Хенрика Вебера и австрийского художника Карла Раля. По поручению аббата Тиханьского аббатства Лотц выполнил там настенные росписи в монастырской церкви. Работы Кароя Лотца украшают многочисленные сооружения Будапешта, в том числе здания Венгерского парламента, Венгерского национального музея, Этнографического музея, Музея прикладного искусства, Венгерского государственного оперного театра, Венгерского университета изобразительных искусств, базилики Святого Иштвана, дворца Шандора. Признание не только в Будапеште, но и в Вене получило его мастерство в написании портретов и изображении обнажённой натуры.

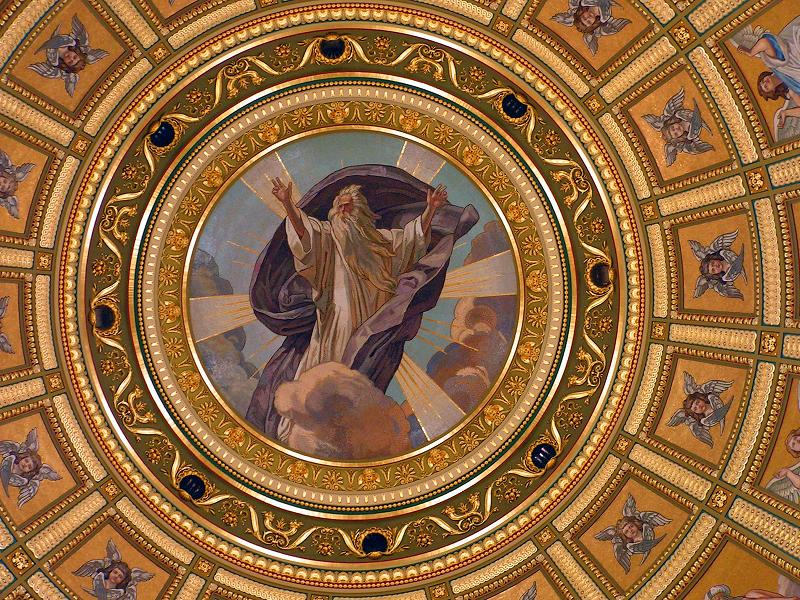
Мозаика на куполе базилики Святого Иштвана работы Кароя Лотца

Карой Лотц женился лишь в 58 лет на вдове своего умершего в 1828 году брата. В 1882 году Лотц получил звание профессора в нескольких художественных академиях Будапешта, а затем стал почётным членом Академии изобразительных искусств в Вене.
Карой Лотц умер в 1904 году в Будапеште. Его творческое наследие было выкуплено государством и в настоящее время размещается в Музее изобразительных искусств в Будапеште. Именем Кароя Лотца названы многочисленные улицы венгерских городов, выпущены посвящённые ему почтовые марки, в Венгерском национальном музее установлен бюст Кароя Лотца.